# Sillavengo
Sillavengo (Silavengh in piemontese) è un comune italiano di 567 abitanti della provincia di Novara in Piemonte.

## Storia

### Simboli
Lo stemma e il gonfalone sono stati concessi con decreto del presidente della Repubblica del 31 gennaio 1992.
Il gonfalone è un drappo rettangolare partito di azzurro e di rosso.

## Monumenti e luoghi d'interesse
- Chiesa di Santa Maria delle Grazie

## Società

### Evoluzione demografica
Abitanti censiti

Nelle adiacenze della stessa sorgeva, fra il 1884 e il 1933, un analogo impianto a servizio della tranvia Vercelli-Biandrate-Fara.

## Amministrazione
Di seguito è presentata una tabella relativa alle amministrazioni che si sono succedute in questo comune.
| Periodo        | Periodo        | Primo cittadino    | Partito                         | Carica  | Note  |
| -------------- | -------------- | ------------------ | ------------------------------- | ------- | ----- |
| 6 giugno 1985  | 28 maggio 1990 | Antonio Conti      | Democrazia Cristiana            | Sindaco | [ 6 ] |
| 28 maggio 1990 | 24 aprile 1995 | Silvia Bergamaschi | -                               | Sindaco | [ 6 ] |
| 24 aprile 1995 | 14 giugno 1999 | Silvia Bergamaschi | -                               | Sindaco | [ 6 ] |
| 14 giugno 1999 | 14 giugno 2004 | Silvia Bergamaschi | -                               | Sindaco | [ 6 ] |
| 14 giugno 2004 | 8 giugno 2009  | Ivo Zanetta        | lista civica                    | Sindaco | [ 6 ] |
| 8 giugno 2009  | 26 maggio 2014 | Ivo Zanetta        | lista civica                    | Sindaco | [ 6 ] |
| 26 maggio 2014 | 27 maggio 2019 | Ivo Zanetta        | lista civica: si amo Sillavengo | Sindaco | [ 6 ] |